# Bajadera (desert)
Bajadera je pralina od nugata koji je obogaćen bademom, lješnjacima ili orasima koji joj daju specifičan i prepoznatljiv okus. 
Bajadera je u Hrvatskoj proizvod koji se najviše veže uz ime tvornice konditorskih proizvoda Kraš d.d. iz Zagreba. Zahvaljujući svom okusu i međunarodnoj priznatosti, Bajadera je jedan od prvih hrvatskih proizvoda koji nosi oznaku Izvorno hrvatsko. Ime je dobila prema orijentalnoj plesačici, a oblik praline i njezin dizajn čine Bajaderu jednom od najpoznatijih hrvatskih slastica. Kraševa receptura je zaštićena.
Bajaderu čini spoj nougata od lješnjaka i badema. Kao proizvod postoji gotovo od samih početaka Kraševe proizvodnje.

## Vanjske poveznice
- Kraš Bajadera
- Stroj za pakiranje Bajadera  Arhivirana inačica izvorne stranice od 4. ožujka 2016. (Wayback Machine)
- Drugi recept za bajaderu